# 清水泰博
清水 泰博（きよみず やすひろ、1957年 - ）は日本の建築士、デザイナー。京都府出身。

## 略歴
プロダクトからインテリア、建築、ランドスケープ、都市環境デザインまでを手がける建築士、デザイナー。
1957年生まれ、京都府京都市出身。父は金属彫刻家の清水九兵衛。1981年早稲田大学理工学部建築学科卒業。1983年東京芸術大学大学院美術研究科修了。黒川雅之建築設計事務所を経てSESTA DESIGNを設立。
2002年に東京芸術大学デザイン科助教授に就任。
主な作品は「御母衣ダムサイドパーク・御母衣電力館」（岐阜県）、「月見橋」（静岡県）、「平和の交響」（兵庫県）など。環境芸術大賞受賞（1991、95）ほか受賞。著書に『景観を歩く京都ガイド』『京都の空間意匠』など。。

## 受賞歴
- 1986年	現代宝飾デザイン展・デザイン賞（毎日新聞社）
- 1988年	環境芸術大賞 '88・佳作（フジサンケイグループ）
- 1990年	ストリートアートコンペ・準優秀賞（日本建築美術工芸協会）
- 1991年	環境芸術大賞 '91・大賞（フジサンケイグループ）
- 1992年	環境芸術大賞 '92・優秀賞（フジサンケイグループ）
- 1993年	「未来の御堂筋」構想コンペ・優秀賞（大阪府建築士会）
- 1995年	環境芸術大賞 '95・大賞（フジサンケイグループ）
- 1996年	西宮市平和モニュメント・プロポーザル1等（西宮市）
- 1997年	キャビネット型電話ボックスコンペ・佳作（NTT京都）
- 1998年	鹿北町アートプロジェクト・コンペ・佳作（熊本県鹿北町）
- 1998年	ウェルエージング協会賞（ウェルエージング協会）
- 1998年	徳川園プロポーザル・優秀賞（名古屋市）
- 2000年	「足利・ミレニアムウィンドミル“記念風車”デザインコンペ」佳作受賞（足利商工会議所）
- 2004年	大阪市・戎橋コンペ優秀賞受賞（大阪市）
- 2005年	文京区・春日交差点「鉄のポケットパーク」最優秀賞受賞（東京都文京区）[2]。